# ローアングル
ローアングル（英語：low-angle shot）は、低い視点から仰角気味に撮影するカメラの撮影技法。高所からの視点（俯瞰）に比べ撮影対象の人物が良く浮き上がる手法でもある。煽り構図ともいわれる。
ローアングルの映画と言えば小津安二郎の監督作品が有名だが、小津ほどの徹底性はないにせよ、加藤泰もまたローアングルを作風の特徴としている。
特に、小津らの手法は地面すれすれにカメラを設置して撮影を行い、日本国内にとどまらず世界の映画監督に影響を与えたとも言われている。

## 問題点
主に女性モデルを被写体とした撮影では、一部のカメラ小僧によるローアングルを用いたパンチラの盗撮が問題視されている。モデルがミニスカートやショートパンツなど脚部の丈が短い衣服を着用している場合に発生しやすいため、撮影会やイベントではローアングルでの撮影を禁止するケースがある。パンチラを狙ってローアングルでの撮影を好む悪質なカメラ小僧に対してはローアングラーという蔑称がある。どのような撮影会であっても、「人を著しく羞恥させ、又は人に不安を覚えさせるような行為」に該当するような撮影行為は迷惑防止条例違反に当たるため、ローアングラーが行っていることはれっきとした犯罪である。実際に、イベントで女性コスプレイヤーのスカート内を撮影し、女性の近くに居た交際相手に現行犯逮捕された実例もある。

## ローアングルを用いた代表的な作品
- 市民ケーン（オーソン・ウェルズ監督）
- サイコ（アルフレッド・ヒッチコック監督）
- スター・ウォーズ（ジョージ・ルーカス監督）